# Troglodytes monticola
El cucarachero de Santa Marta o chochín de Santa Marta (Troglodytes monticola) es una especie de ave paseriforme de la familia Troglodytidae endémica de Colombia.

## Hábitat
Vive entre los 3.500 y 4.600 m de altitud, en áreas con arbustos y líneas de árboles de la zona de páramo, en la Sierra Nevada de Santa Marta.

## Descripción
Mide 11,5 cm de longitud. El plumaje es de color castaño oscuro, con supeciliar color ante y rayas delgadas negras en las alas, los flancos, la cola y bajo la cola.

## Alimentación
Se alimenta principalmente de insectos.